# Očage
Očage (izvirno srbsko Очаге) je naselje v Srbiji, ki upravno spada pod Občino Bogatić; slednja pa je del Mačvanskega upravnega okraja.

## Demografija
V naselju živi 317 polnoletnih prebivalcev, pri čemer je njihova povprečna starost 38,3 let (38,2 pri moških in 38,3 pri ženskah). Naselje ima 124 gospodinjstev, pri čemer je povprečno število članov na gospodinjstvo 3,29.
To naselje je, glede na rezultate popisa iz leta 2002, večinoma srbsko.
|  |

| Demografija | Demografija     | Demografija     |
| Leto        | Št. prebivalcev | Št. prebivalcev |
| ----------- | --------------- | --------------- |
|             |                 |                 |
|             |                 |                 |
|             |                 |                 |
|             |                 |                 |
| 1948        | 314             |                 |
| 1953        | 418             |                 |
| 1961        | 454             |                 |
| 1971        | 432             |                 |
| 1981        | 445             |                 |
| 1991        | 458             | 441             |
| 2002        | 441             | 409             |
|             |                 |                 |

| Etnična sestava po popisu iz leta 2002 | Etnična sestava po popisu iz leta 2002 | Etnična sestava po popisu iz leta 2002 | Etnična sestava po popisu iz leta 2002 | Etnična sestava po popisu iz leta 2002 |
| -------------------------------------- | -------------------------------------- | -------------------------------------- | -------------------------------------- | -------------------------------------- |
| Srbi                                   | Srbi                                   |                                        | 407                                    | 99,51%                                 |
| Neznano                                | Neznano                                |                                        | 0                                      | 0,0%                                   |